# Cyclaspis cingulata
Cyclaspis cingulata är en kräftdjursart som beskrevs av William Thomas Calman 1907. Cyclaspis cingulata ingår i släktet Cyclaspis och familjen Bodotriidae. Inga underarter finns listade i Catalogue of Life.